# Skakalnica Bergisel
 Skakalnica Bergisel (nemško Bergiselschanze) je smučarska skakalnica na hribu Bergisel (746 m n.v.) nad Innsbrucku v Avstriji, ki velja za eno najprestižnejših prizorišč svetovnega pokala v smučarskih skokih in od leta 1953 vsako leto gosti tretjo tekmo Turneje štirih skakalnic. K točko ima pri 120 m, velikost skakalnice pri 128 m, ob skakalnici pa je stadion za 26.000 gledalcev. Aktualni rekord skakalnice je leta 2015 dosegel avstrijski skakalec Michael Hayböck.
Prva tekmovanja so na tem prizorišču potekala v 1920-ih letih na preprosti leseni skakalnici. Večja skakalnica je bila zgrajena leta 1930 in prenovljena za Zimske olimpijske igre leta 1964, leta 1976 so na skakalnici drugič potekale olimpijske tekme, obakrat je na stadionu ob skakalnici potekala tudi otvoritvena slovesnost olimpijskih iger. Trikrat je gostila svetovno prvenstvo v nordijskem smučanju, v letih 1933, 1985 in 2019, ter dvakrat zimsko univerzijado, v letih 1968 in 2005. Leta 2003 je bila skakalnica drugič temeljito prenovljena po načrtih iraško-britanske arhitektke Zahe Hadid, ki je na 48 m visok stolp z zaletiščem umestila tudi restavracijo in razgledno ploščad.